# Georg Kaufmann (Mediziner)
Georg Christian Hermann Kaufmann (auch: Georg Christian Herrmann Kaufmann und Georg Heinrich Kaufmann; geboren 9. Februar 1794; gestorben 18. November 1868) war ein deutscher Arzt, Königlich Hannövrischer Leibmedikus, Geheimer Medizinalrat, Schriftsteller und Übersetzer.

## Leben
Georg Kaufmann studierte während der sogenannten „Franzosenzeit“ erstmals ab dem 6. Mai 1911 Medizin an der Universität Göttingen. Er unterbrach jedoch sein Studium und trag 1813 freiwillig in die Hannoversche Armee ein, um in den Befreiungskriegen gegen Napoléon Bonaparte zu kämpfen. Für seinen Einmarsch in die französische Hauptstadt wurde er zudem mit der russischen Medaille für den Einzug in Paris ausgezeichnet
Ab dem 18. November 1816 setzte Kaufmann sein Medizinstudium in Göttingen fort, das er als Dr. med. abschloss. Er ließ sich als Arzt in Hannover nieder und übte parallel zu seiner praktischen Tätigkeit um 1819 das Amt des Subseniors, in anderen Zeiträumen auch das als Senior und Kanonikus des Stifts Ramelsloh aus.
Als Doktor der Medizin wurde Kaufmann im Jahr 1820 zum Leibarzt des Königs von Hannover ernannt.
In den hannoverschen Hof- und Staatshandbüchern wird Kaufmann ab 1826 bis 1833 dann als „Hof-Medicus“ geführt, von 1834 bis 1851 zusätzlich als „Hof-Acoucheur“, dann von 1852/53 bis 1865 als „Leib-Medicus“. Daneben stieg er in der Rangordnung auf: „Medizinal-Rat“ wurde er schon 1837, den „Hofrat“ erhielt er 1850, dann 1856 den „Ober-Medizinal-Rat“ und seit 1858 darf er sich „Geheimer Ober-Medizinalrat und Leib-Medicus“ nennen.
Neben seinen Aufgaben als Hofmedikus wirkte er zwischen 1834 und 1848 als Lehrer für Geburtshilfe an der Chirurgischen Schule zu Hannover. Zugleich übernahm Kaufmann auch die Direktion des Königlichen Entbindungs- und Hebammen-Lehrinstituts zu Hannover,
in dessen Gebäude er eine Dienstwohnung bezog. An dem Institut wirkte er als Direktor, Arzt und Lehrer bis zu seiner Pensionierung 1866. In dieser Funktion unterstand er der Landdrostei Hannover.
Von 1826 bis 1846 war er Mitglied in der „General-Vaccinations-Committee“ in Hannover.

Spätestens im Oktober 1841 wurde „der Hofmedicus und Medicinalrath Dr. Georg Heinrich Kaufmann wirkliches Mitglied der ärztlichen Prüfungsbehörde in Hannover.“
Neben seinen praktischen Tätigkeiten übersetzte er Schriften aus dem Englischen und verfasste Schriften vor allem über Geburtshilfe.
Um 1854 publizierte Kaufmann ein Referat über die Anwendung von Chloroform bei der Geburt.

## Familie
Am 20. September 1821 heiratete Kaufmann in der Schlosskirche in erster Ehe Louis (Louise Christine Regine Hahn; geboren 24. Oktober 1802; gestorben 19. September 1847), Tochter des Kammerrats und Direktors der Königlich Hannoverschen Lotterie Conrad Gottfried Hahn und der Friederike Rosine Amalie Eyring. Eines der Kinder des Ehepaares war der später in den erblichen Adelsstand erhobene Königlich Preußische Landesökonomierat Friedrich von Kaufmann (geboren 28. Juni 1822 in Hannover; gestorben 9. Juli 1895 ebenda), Herr auf Linden bei Wolfenbüttel und Stemmen.
Nach dem Tod seiner ersten Ehefrau heiratete Kaufmann 1850 in Hannover Helene Höhne (geboren 1799 in Dannenberg; gestorben 31. Juli 1881 in Hannover), Witwe des Friedrich von Kaufmann (Justus Rudolf Friedrich v. Kauf(f)mann; geboren 16. Februar 1793 in Hannover; gestorben 5. Mai 1847 in Dannenberg).
Georg Christan Hermann Kaufmann wohnte laut Adreßbuch der Königlichen Residenz-Stadt Hannover für 1868 als Geheimer Medizinalrat unter der Anschrift Warmbüchenkamp 6.

## Auszeichnungen
Ende 1833 wurde „der Hofmedicus Hr. Dr. Kaufmann“ mit der Verleihung des Ritterkreuzes des Guelphen-Ordens geehrt.
1846 folgte das Ritterkreuz des herzoglich sächsischen ernestinischen Hausordens verliehen. Im gleichen Jahr erhielt er auch den Kommandeur-Rang 2. Klasse des Guelphen-Ordens und die Kriegsdenkmünze 1813.
1953 kamen ein Oldenburgischer Haus- und Verdienstorden des Herzogs Peter Friedrich Ludwig 2. Klasse sowie die russische Medaille für den Einzug in Paris hinzu.
1861 erhielt Kaufmann auch die 2. Klasse des Sachsen-Ernestinischen Hausordens.

## Schriften
- Darstellung der frühesten Symptome der Hirnwassersucht an Dr. Martin Wall / G. D. Yeats. Aus dem Englischen von G. H. Kaufmann (= A Statement of the early symptoms which lead to the disease termed water in the brain.), Hahn, Hannover 1816 (Angaben des GVK).
- Extract of a letter, on disease of the heart. in: Edinbourg medicine and surgeon Journal. Band 12, Nr. 47, Juli 1816, S. 383.
- Hofmedicus Dr. Kaufmann: Biographische Skizze des Dr. Ludwig Heinrich Carl Wedemeyer (in Hannover). In: Rust Magazin für Heilkunde. Band 31, 1830, Heft 3, Artikel 17, S. 545–555. (als Sonderdruck; reader.digitale-sammlungen.de).
- Das königliche Entbindungs- und Hebammen-Institut zu Hannover und dessen Leistungen in den Jahren 1833 und 1834.
- Leitfaden zum Hebammen-Unterrichte. Hannover: Jänecke, 1841, ²1850.
- Die neuere in London gebräuchliche Form der Anwendung des Chloroforms während der Geburt, Hannover 1853.
- Lehrbuch der Hebammen-Kunst. Hannover 1856; laut Vorwort gemeinsam mit Eduard Caspar von Siebold (books.google.de).